# Indy Fuel
Die Indy Fuel sind ein US-amerikanisches Eishockeyfranchise in Indianapolis, Indiana. Es spielt seit der Saison 2014/15 in der ECHL. Seine Heimspiele trägt das Team im Indiana Farmers Coliseum aus. Als Kooperationspartner der Fuel fungieren die Chicago Blackhawks aus der National Hockey League sowie die Rockford IceHogs aus der American Hockey League.

## Geschichte
Im November 2013 stimmte der Aufsichtsrat der ECHL dem Beitritt eines in Indianapolis beheimateten Franchises zu. Wenig später wurde bekannt, dass das Team im kürzlich renovierten Fairgrounds Coliseum spielen und den Namen Indy Fuel tragen wird. Der Name  Fuel (engl. Treibstoff) bezieht sich auf die verschiedenen Formen von Motorsport, die in Indianapolis Tradition haben.

## Saisonstatistik
Abkürzungen: GP = Spiele, W = Siege, L = Niederlagen, T = Unentschieden, OTL = Niederlagen nach Overtime bzw. Shootout, Pts = Punkte, GF = Erzielte Tore, GA = Gegentore
| Saison  | GP | W  | L  | OTL | Pts | GF  | GA  | Platz (Division) | Play-offs          |
| 2014/15 | 72 | 31 | 30 | 11  | 73  | 197 | 221 | 6. (North)       | nicht qualifiziert |